# Доктрина Герасимова
Доктрина Герасимова, названа по начелнику Генералштаба Оружаних снага Русије генералу Валерију Герасимову, је псеудовојна доктрина коју су креирали западни медији и неки руски аналитичари. Заснован је на Герасимовљевим ставовима о савременом америчком ратовању, стављајући међудржавни сукоб и ратовање у раван са политичким, економским, информационим, хуманитарним и другим невојним активностима. То је постало познато након што је Марк Галеоти сковао термин у свом блогу „У сенкама Москве“ и након инвазије и анексије Крима од стране Русије 2014. године. Неки западни аналитичари су били убеђени да руске акције одражавају „доктрину Герасимова“ што помаже у ширењу тог термина и чини га популарним.
Идеју о постојању „доктрине Герасимова“ оспоравају многи истраживачи и стручњаци за руско војно мишљење и доктрину. Према њима, кључни елементи доктрине Герасимова леже у основи концепта ратовања нове генерације. Многи такође тврде да Герасимов никада није желео да представи доктрину, већ је тражио од научника Руске академије војних наука да ураде истраживање како би му помогли да разуме нове начине западног ратовања.

## Историја
Термин доктрина Герасимова сковао је Марк Галеоти у свом блогу „У московским сенкама“. У то време, Галеоти је веровао да је генерал Валериј Герасимов изнео своје виђење будућег ратовања у чланку објављеном у Voenno-Promyshlennyi Kurier под називом „Тсенност' науки в предвиђении' [Вредност науке у предвиђању] у издању од 27. фебруара–5. март 2013. Ово се показало као погрешно схватање. Герасимовљев чланак је био транскрипција његовог годишњег говора и презентације на Руској војној академији наука у марту 2013. године, када је покушавао да објасни начин на који Запад учествује у рату и све већи значај невојних инструмената за постизање војних циљева. Другим речима, то су били Герасимовљеви ставови о америчким савременим начинима ратовања. Овај чланак је поново штампан у часопису Милитари Ревиев на енглеском језику и касније је много пута цитиран у западној штампи.

## Герасимов поглед на будуће ратовање
Доктрина позива на 4:1 однос невојних и војних акција. Герасимов наглашава „важност контроле информационог простора и координације у реалном времену свих аспеката кампање, поред употребе циљаних удара дубоко у непријатељској територији и уништавања критичне цивилне и војне инфраструктуре." Такође, он предлаже да се регуларне војне јединице маскирају у „маскирну мировних снага или снага за управљање кризом“.

### Војна акција
- Војне мере стратешког одвраћања
- Стратешко распоређивање
- Ратовање
- Мировне операције

### Невојне акције
- Формирање коалиција и савеза.
- Политички и дипломатски притисак.
- Економске санкције
- Економска блокада
- Распад дипломатских односа.
- Формирање политичке опозиције
- Акција опозиционих снага
- Конверзија економије земље која се суочава са Русијом на војне шине. [Потребно појашњење]
- Проналажење начина да се конфликт реши
- Промена политичког руководства земље која се суочава са Русијом
- Спровођење сета мера за смањење тензија у односима након промене политичког руководства

Осим тога, доктрина претпоставља „информациону конфронтацију“, без прецизирања да ли су те активности војне или невојне.

### Тумачење доктрине неких западних стручњака
Према неким стручњацима,  њени кључни елементи су засновани на историјским коренима претходне руске војне доктрине и показују упадљиву сличност са одредбама кинеске доктрине „Неограничено ратовање“, објављене 1999. године. Верује се да се ова доктрина може посматрати као реинтерпретација у реалности 21. века добро познатог концепта неконвенционалног ратовања, који се у савременој руској војној терминологији назива „нелинеарним“.
У овим оквирима, главни циљ „нелинеарног ратовања“ је постизање жељених стратешких и геополитичких резултата, користећи широку кутију невојних метода и средстава: експлицитну и прикривену дипломатију, економски притисак, освајање симпатија локалног становништва, итд.
Према америчкој војсци, „доктрина Герасимова“ представља најпотпуније оличење најновијих достигнућа руске војне мисли у новој врсти ратовања, која демонстрира невиђену интеграцију свих могућности националног утицаја за постизање стратешких предности. Заснована на дискретности идеје рата, коју је у руској култури успоставио класични роман Лава Толстоја Рат и мир, доктрина Герасимова је замаглила границе између поларизованих стања „рата“ и „мира“, уводећи неку врсту аналогног западној идеји о средњем континууму или „сивој зони”. Амерички аналитичари истичу да руска војска употреба новог развоја изненађујуће преокреће неке од фундаменталних парадигми оружане конфронтације које су постављене у делима Карла фон Клаузевица и које су вековима сматране непроменљивим.
На пример, Клаузевицов опис рата као „наставка политике, али другим средствима” више не важи у „доктрини Герасимова” јер она не сматра рат наставком политике, већ политику као наставак рата, наглашавајући да ефикасно вођење политике може укључивати шири арсенал невојних средстава и метода. Слично, доктрина Герасимова приморава на преиспитивање неколико других важних принципа, као што је Клаузевицово војно-теоријско схватање „центра гравитације“ као кључне тачке напора.
Чини се да су неки западни експерти били забринути због очигледног фокуса руске „доктрине Герасимова“ на искоришћавању слабих карика западног принципа менаџерског одлучивања, који се заснива на систему провера и равнотеже који подразумева исцрпну анализу ситуације, дуге јавне расправе и опсежна координација напора различитих агенција (Стејт департмента, Министарства одбране и др.).
С обзиром на датум објављивања извештаја Герасимова и руске потоње акције, многи стручњаци су склони да повежу ове догађаје и директно укажу на руску употребу доктрине против Украјине и САД.

## Критика
Већина руских стручњака сматра да Герасимов није изнео ништа ново и сумњају у постојање такве доктрине.
Мајкл Кофман, директор истраживачког програма у Програму за студије Русије у ЦНА и као сарадник на Кенан институту, Међународном центру Вудро Вилсон у Вашингтону, слаже се да је Марк Галеоти измислио термин и да он не постоји у руском војном размишљању. Он је нагласио да је Герасимов говор „одразио општа осећања у руској војној мисли о томе како САД воде политички рат путем „обојених ревокзцуха“, које је на крају подржано употребом високопрецизног оружја, уз многа запажања која потичу из арапског пролећа. Тај чланак је представљао руску војну интерпретацију (или тачније погрешно тумачење) америчког приступа промени режима, комбиновану са бирократским аргументом осмишљеним да повеже буџет руских оружаних снага, који сваке године троше трилионе рубаља, са спољним изазовом који је дефинисан углавном као политички.“
Роџер Макдермот је 2016. године у часопису Параметри истакао да Герасимов намерно игнорише факторе који концептуално обједињују различите ратове и оружане сукобе, истичући да сваки има своју историју и јединствен пут развоја. Како пише Мекдермот, порицање у контексту Герасимовљевих идеја о генерализованом моделу који би се могао посматрати као холистичка доктрина више је него надокнађено значењима која западни стручњаци приписују његовим изјавама. Према Макдермоту, митови о појави најновије и најсмртоносније доктрине хибридног ратовања у Русији представљају један од најопаснијих аспеката конфронтације између Русије и НАТО-а.